# يواخيم غاوك
يواخيم فيلهلم غاوك (بالألمانية: Joachim Wilhelm Gauck) (مواليد 24 يناير 1940)، ناشط وسياسي مستقل متقاعد، شغل منصب رئيس ألمانيا من عام 2012 إلى عام 2017. وقد برز في السابق كقس لوثري وناشط ضد الشيوعية في مجال الحقوق المدنيةفي ألمانيا الشرقية.
خلال الثورة السلمية في عام 1989 كان أحد مؤسسي حركة المعارضة المسماة المنتدى الجديد في ألمانيا الشرقية، والتي ساهمت في سقوط حزب الوحدة الاشتراكي (SED) وبعد ذلك مع حركتين أخريين شكلتا القائمة الانتخابية Alliance 90. في عام 1990 كان عضواً في غرفة الشعب الألماني، الوحيدة المنتخبة بشكل حر في ألمانيا الشرقية. بعد إعادة توحيد ألمانيا تم انتخابه كعضو في البوندستاغ من قبل غرفة الشعب في عام 1990 ولكنه استقال بعد يوم واحد بعدما اختاره البوندستاغ ليكون أول مفوض اتحادي لسجلات جهاز أمن الدولة. في هذا المنصب نال لقب «صائد الشتازي» و «المدافع الداعي للديمقراطية بلا كلل» حيث فضح جرائم الشرطة السرية الشيوعية.
تم اقتراح اسمه كمرشح عن الحزب الديمقراطي الاجتماعي والخضر لمنصب لرئيس ألمانيا في انتخابات عام 2010، لكنه خسر في الجولة الثالثة ضد كريستيان فولف مرشح الائتلاف الحكومي. حظي ترشيحه بموافقة كبيرة من الشعب ووسائل الإعلام؛ وصفته مجلة دير شبيغل بأنه «الرئيس الأفضل» ووصفته بيلد بأنه «رئيس القلوب». في وقت لاحق وبعد تنحي كريستيان فولف، تم انتخاب غاوك كرئيساً ب 991 من 1228 صوتًا في المجمع الاتحادي في انتخابات 2012 كمرشح إجماعي غير حزبي متوافق عليه من الاتحاد الديمقراطي المسيحي وحزب الاتحاد الاجتماعي المسيحي والحزب الديمقراطي الحر والحزب الديموقراطي الاجتماعي وحزب الخضر.
ابن أحد الناجين من غولاغ السوفياتي، شُكلت الحياة السياسية لغاوك من خلال تجارب عائلته مع الشمولية. كان غاوك أحد الموقعين المؤسسين لإعلان براغ بشأن الضمير الأوروبي والشيوعية، إلى جانب فاتسلاف هافيل وغيره من رجال السياسة، والإعلان المتعلق بجرائم الشيوعية. وقد دعا إلى زيادة الوعي بالجرائم الشيوعية في أوروبا، وبضرورة نزع الشرعية عن الحقبة الشيوعية. وهو مؤلف وشارك في تأليف العديد من الكتب، بما في ذلك الكتاب الأسود عن الشيوعية. كتابه عام 2012 الحرية، هو نداء يدعو إلى الدفاع عن الحرية وحقوق الإنسان في جميع أنحاء العالم. وقد وصفته المستشارة أنغيلا ميركل بأنه "المعلم الحقيقي للديمقراطية" و "داعية بلا كلل للحرية والديمقراطية والعدالة". وصفته صحيفة وول ستريت جورنال بأنه "آخر سلالة: القادة من الحركات الاحتجاجية وراء الستار الحديدي الذين ذهبوا لقيادة بلدانهم بعد عام 1989. وقد حصل على العديد من الألقاب، بما في ذلك جائزة هانا أرندت عام 1997.

## انتخابه رئيسًا لالمانيا
انتخبه البوندستاغ رئيسًا لألمانيا في 18 مارس 2012 ليخلف الرئيس كريستيان فولف في المنصب بعد أن استقال بسبب فضيحة مالية، وقد حصل على 991 صوت من أصل 1228 من أعضاء البوندستاغ.

## روابط خارجية
- يواخيم غاوك على موقع IMDb (الإنجليزية)
- يواخيم غاوك على موقع الموسوعة البريطانية (الإنجليزية)
- يواخيم غاوك على موقع مونزينجر (الألمانية)
- يواخيم غاوك على موقع ميوزك برينز (الإنجليزية)
- يواخيم غاوك على موقع ديسكوغز (الإنجليزية)
- يواخيم غاوك على موقع قاعدة بيانات الفيلم (الإنجليزية)